# Vanessa Preger-McGillivray-Preis
Der Vanessa Preger-McGillivray-Preis ist eine nach der am 2. November 2020 ermordeten Kunststudentin Vanessa Preger-McGillivray benannte Auszeichnung für eine Abschlussarbeit aus der Studienrichtung Bildende Kunst. Er wird von der Universität für angewandte Kunst Wien gemeinsam mit der Stadt Wien vergeben und ist vorerst auf vier Jahre gesichert.

## Preisträgerinnen
- 2021 Maria Cozma[2]
- 2022 Sara Ghalandari[3]